# Sierra de Santa Catalina

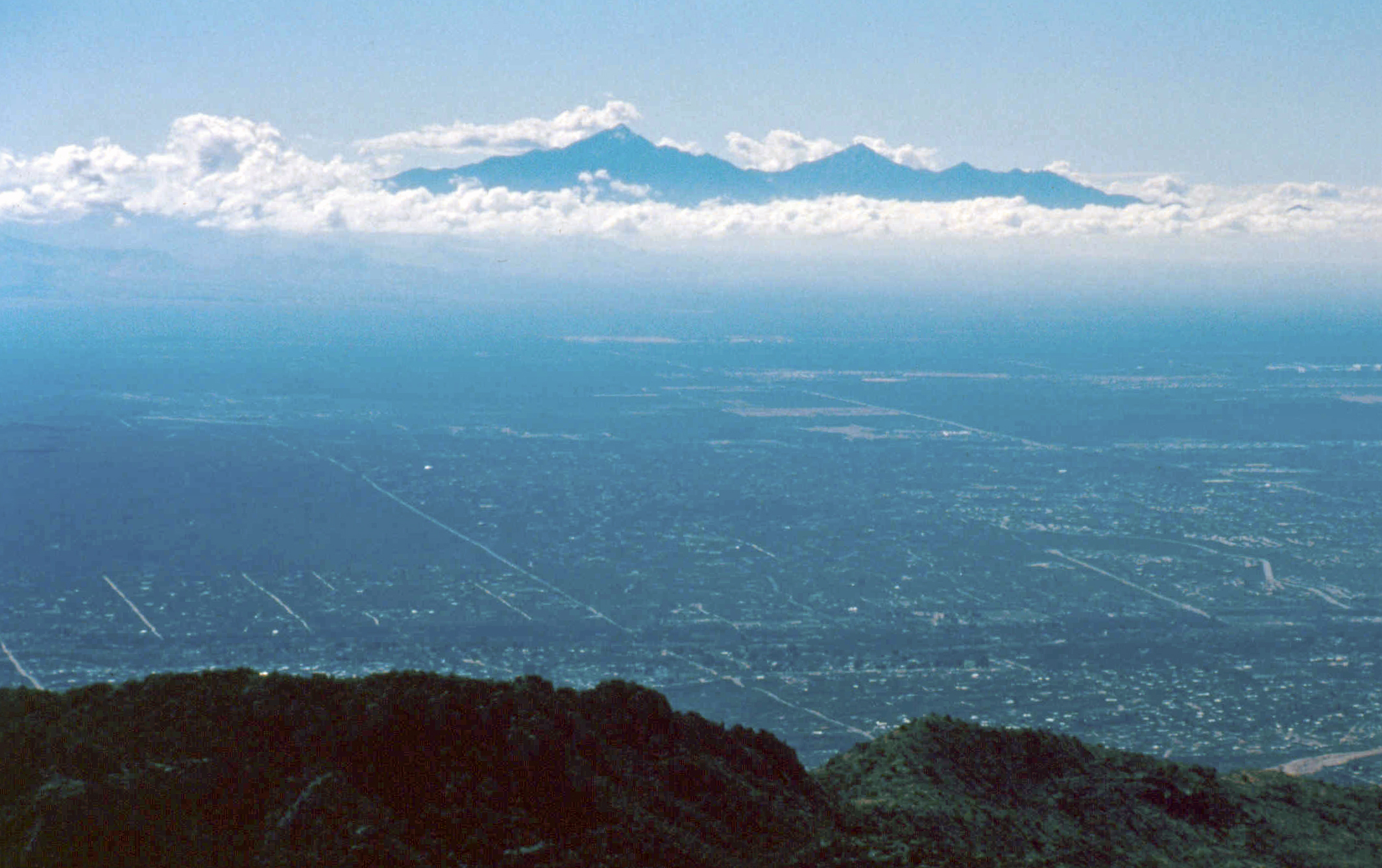
Vista de "islas del Cielo" desde Las Catalinas

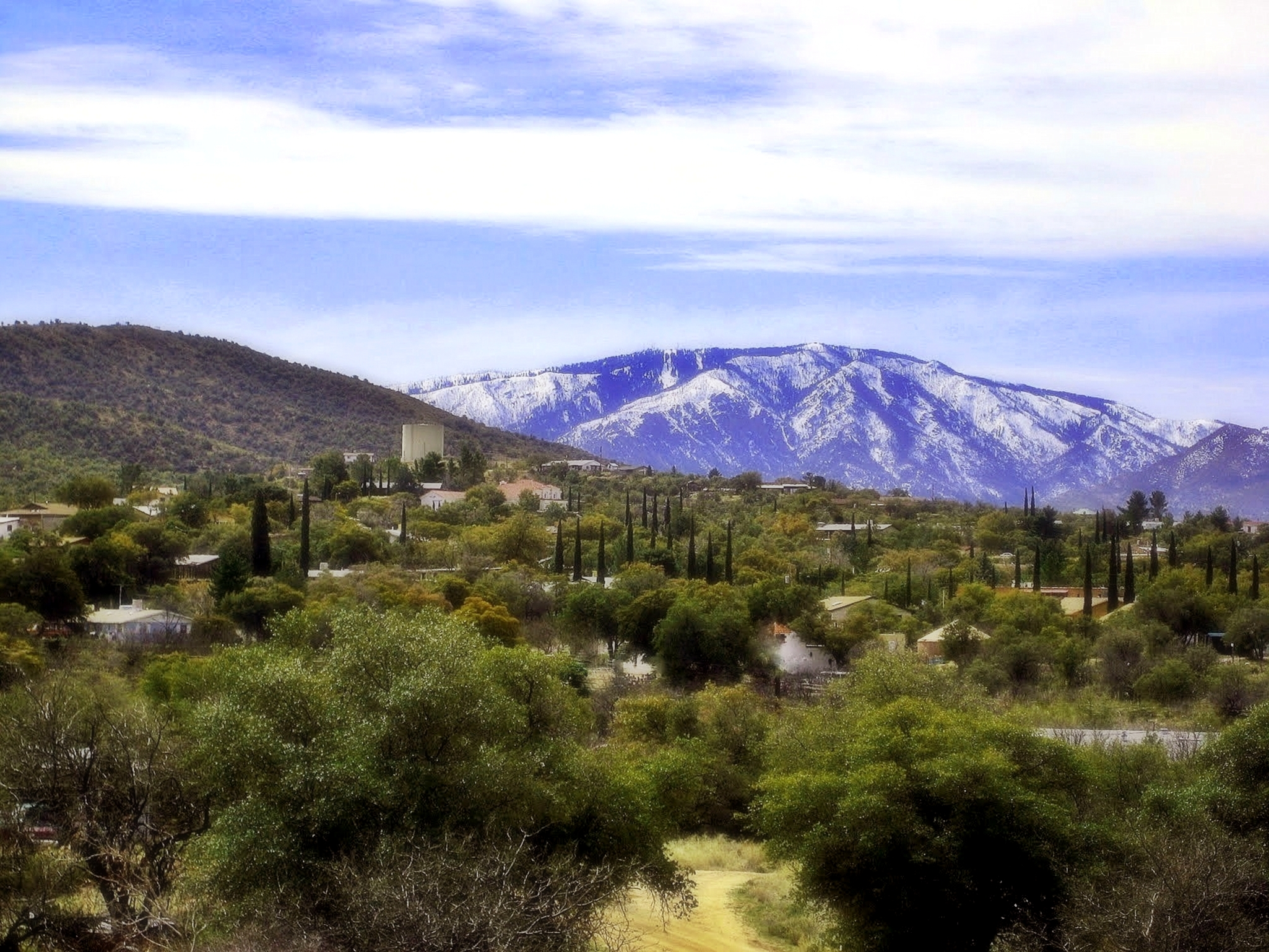
Southern view of Mt. Lemmon from Oracle, AZ.

La sierra de Santa Catalina, también conocidas como sierra de Santa Catarina se localizan al norte y noreste de Tucson en el estado de Arizona en los Estados Unidos de América en el perímetro norte de Tucson. La sierra es la más prominente del área de Tucson con la altitud promedio más alta.  El punto más alto en Las Catalina es el Monte Limón con una elevación de 9.157 pies sobre el nivel del mar y recibe unas 180 pulgadas de nieve anualmente. 
Inicialmente era conocida por los Tohono O'odham como Babad Do'ag, las Catalinas fueron renombradas por el padre jesuita italiano Eusebio Francisco Kino en honor de Santa Catarina de Alejandría en el año 1697.
Las Catalinas son parte del distrito de Ranger de Santa Catalina localizado en el Bosque Nacional de Coronado. La sierra es considerada parte importante de las islas cielo de la Sierra Madre y también delimitan parcialmente las sierras del noroeste de la región de islas cielo. Elevaciones más sutiles conocidas como bajadas se asocian al valle del río Santa Cruz que se expande hacia el noroeste en dirección hacia Phoenix.
Otras sierras que rodean al valle de Santa Cruz incluyen a la sierra de Santa Rita, la sierra del Rincón, la sierra de Tucson y la sierra de las Tortolitas.